# Сорая Арнелас
Сорая Арнелас (ісп. Soraya Arnelas Rubiales; нар. 13 вересня 1982 року, Валенсія-де-Алькантара, Іспанія) — іспанська співачка, представниця Іспанії на «Євробаченні 2009» у Москві. Співачка посіла 24-е місце у фіналі.

## Дискографія
- Corazón de fuego (2005)
- Ochenta's (2006)
- La dolce vita (2007)
- Sin miedo (2008)
- Dreamer (2010)